# Sucedió en el Perú
Sucedió en el Perú es un programa de televisión dedicado a la historia del Perú y emitido desde el año 2000 en TV Perú.
El programa educativo, que se emite semanalmente los días lunes a las 10 p. m., fue presentado inicialmente y durante diez años por el historiador peruano Antonio Zapata, luego la conducción estuvo a cargo del actor Paul Vega, y finalmente, entre 2012 y 2024, Norma Martínez es quien lo presenta. El guion está a cargo del historiador Carlos Rojas Feria.
En 2011, junto a Museos puertas abiertas, fue declarado material didáctico audiovisual para promoción y difusión del Patrimonio Cultural peruano a nivel escolar por resolución Viceministerial del Ministerio de Cultura.
En 2024, el Instituto Nacional de Radio y Televisión del Perú (IRTP) del gobierno de Dina Boluarte, reemplazó a Norma Martínez por Gonzalo Torres.

## Conductores
- Antonio Zapata (2000 - 2009)
- Paul Vega (2010 - 2012)
- Norma Martínez (2012 - 2024)
- Gonzalo Torres (desde 2024)

## Premios
| Año  | Premio        | País | Categoría                           | Resultado | Ref.   |
| ---- | ------------- | ---- | ----------------------------------- | --------- | ------ |
| 2019 | Premios Luces | Perú | Mejor programa cultural             | Ganador   | [ 11 ] |
| 2022 | Premios Luces | Perú | Mejor Programa Educativo / Cultural | Ganador   | [ 12 ] |
| 2023 | Premios Luces | Perú | Mejor Programa Educativo Cultural   | Ganador   | [ 13 ] |